# Ižance
Izhanc en albanais et Ižance en serbe latin (en serbe cyrillique : Ижанце) est une localité du Kosovo située dans la commune/municipalité de Štrpce/Shtërpcë, district de Ferizaj/Uroševac (Kosovo) ou district de Kosovo (Serbie). Selon le recensement kosovar de 2011, elle compte 89 habitants.

## Démographie

### Évolution historique de la population dans la localité
| 1948 | 1953 | 1961 | 1971 | 1981 | 1991 | 2011 |
| ---- | ---- | ---- | ---- | ---- | ---- | ---- |
| 207  | 227  | 245  | 261  | 222  | 277  | 89   |

|  |

### Répartition de la population par nationalités (2011)
En 2011, les Albanais représentaient 98,88 % de la population.